# Laureana di Borrello

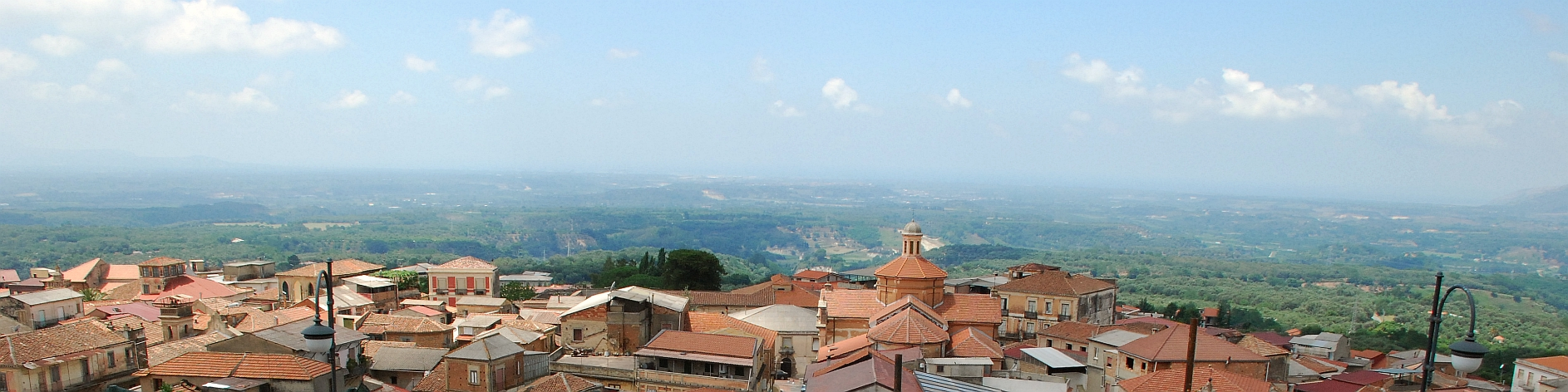

Laureana di Borrello ist eine italienische Gemeinde in der Metropolitanstadt Reggio Calabria in der Region Kalabrien mit 4602 Einwohnern (Stand 31. Dezember 2023).
Die Nachbargemeinden sind Candidoni, Feroleto della Chiesa, Galatro, Rosarno, San Pietro di Caridà und Serrata.

## Sehenswürdigkeiten
In Laureana di Borrello gibt es mehrere historische Kirchen:
- die Chiesa Madre, Santa Maria degli Angeli und dem Ortspatron San Gregorio Taumaturgo geweiht, 1938 neuerrichtet
- die Chiesa di San Francesco d'Assisi, besser bekannt unter dem Namen Chiesa di San Antonio
- die Chiesa di San Francesco di Paola, welche Fresken des heiligen Franz von Paola enthält
- die Chiesa di San Pietro
- die Chiesa di Santa Maria della Sanità
- die Chiesa della Madonna del Carmine

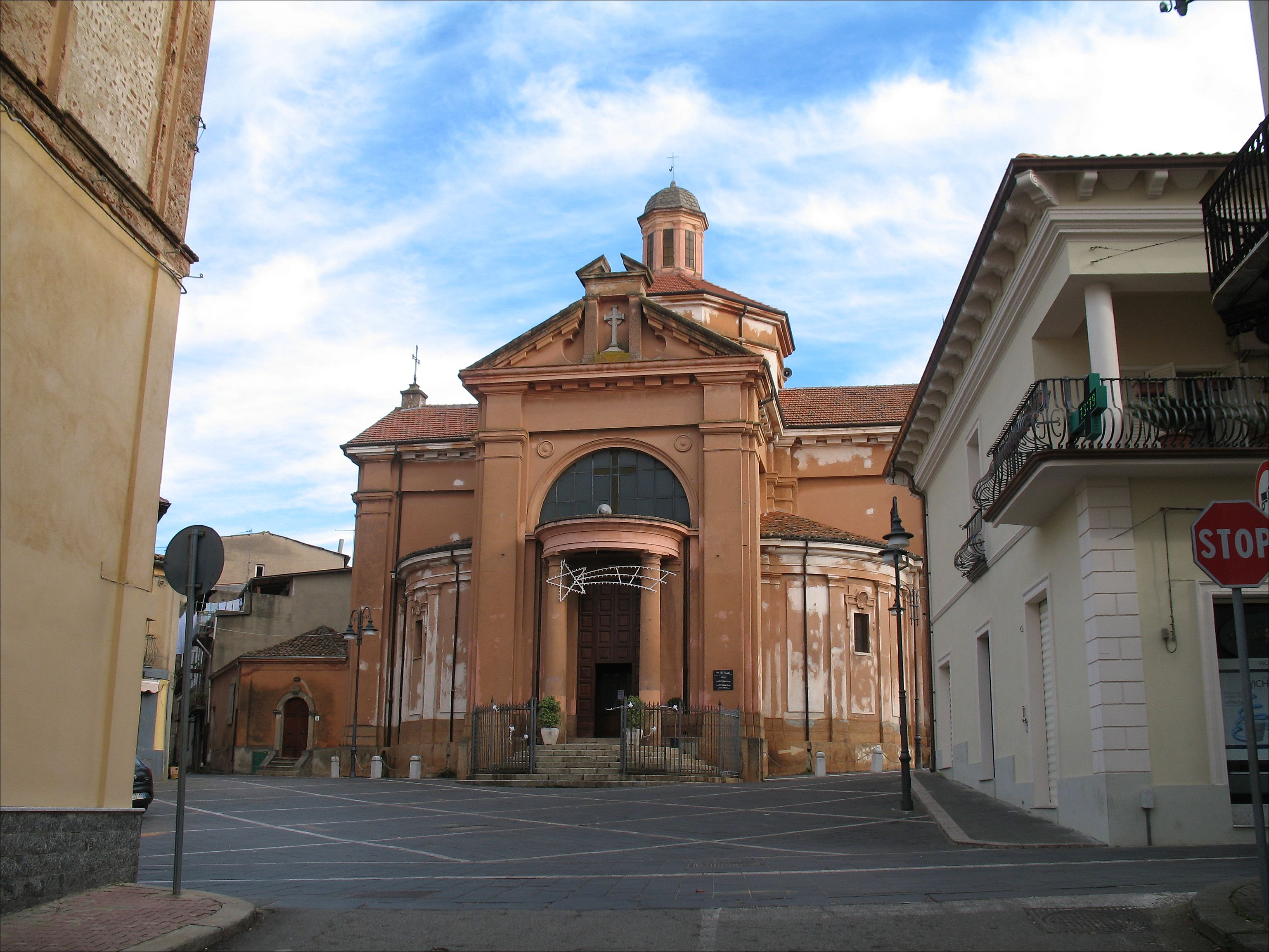
Chiesa Madre
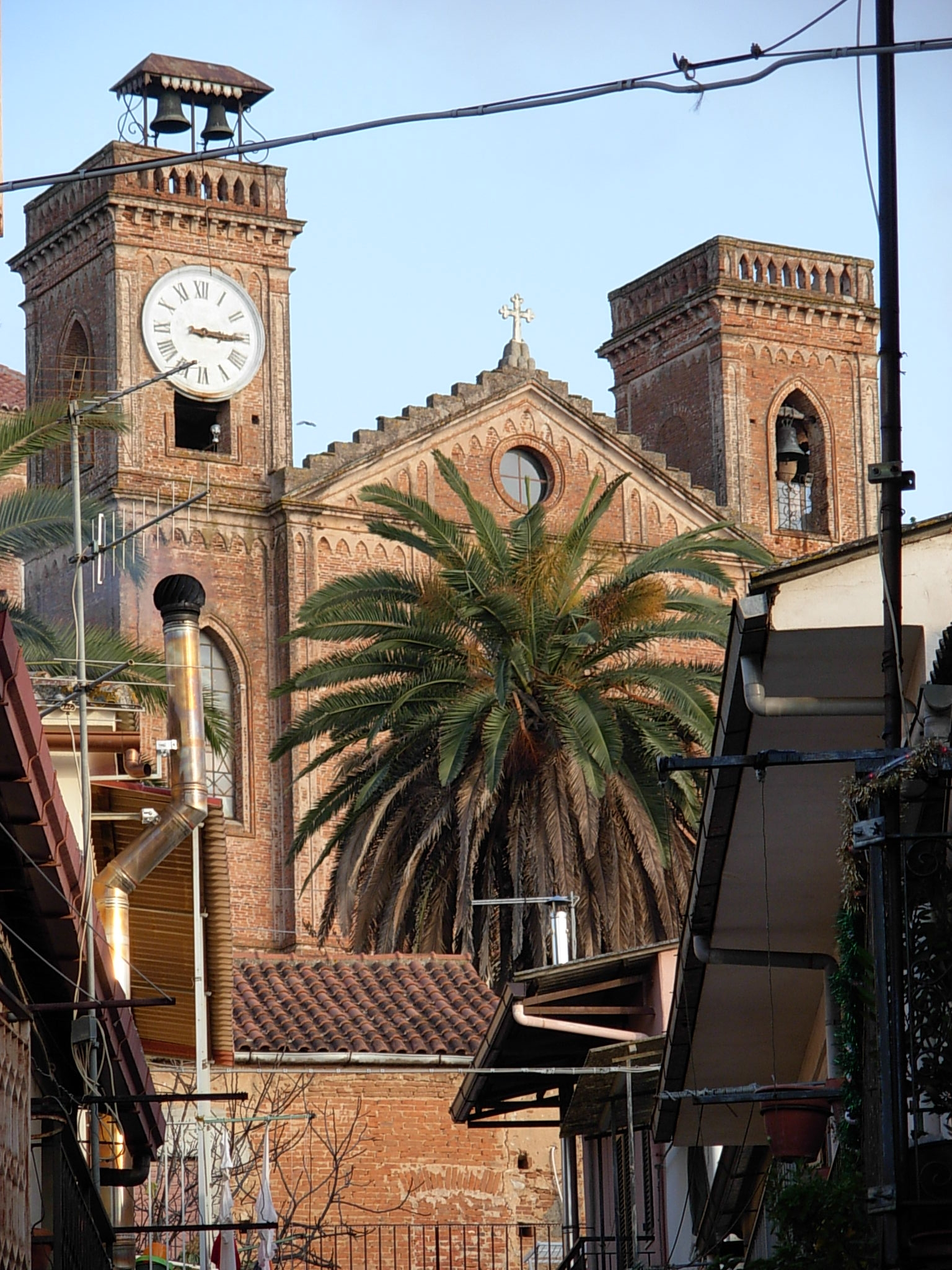
Chiesa di San Francesco d'Assisi
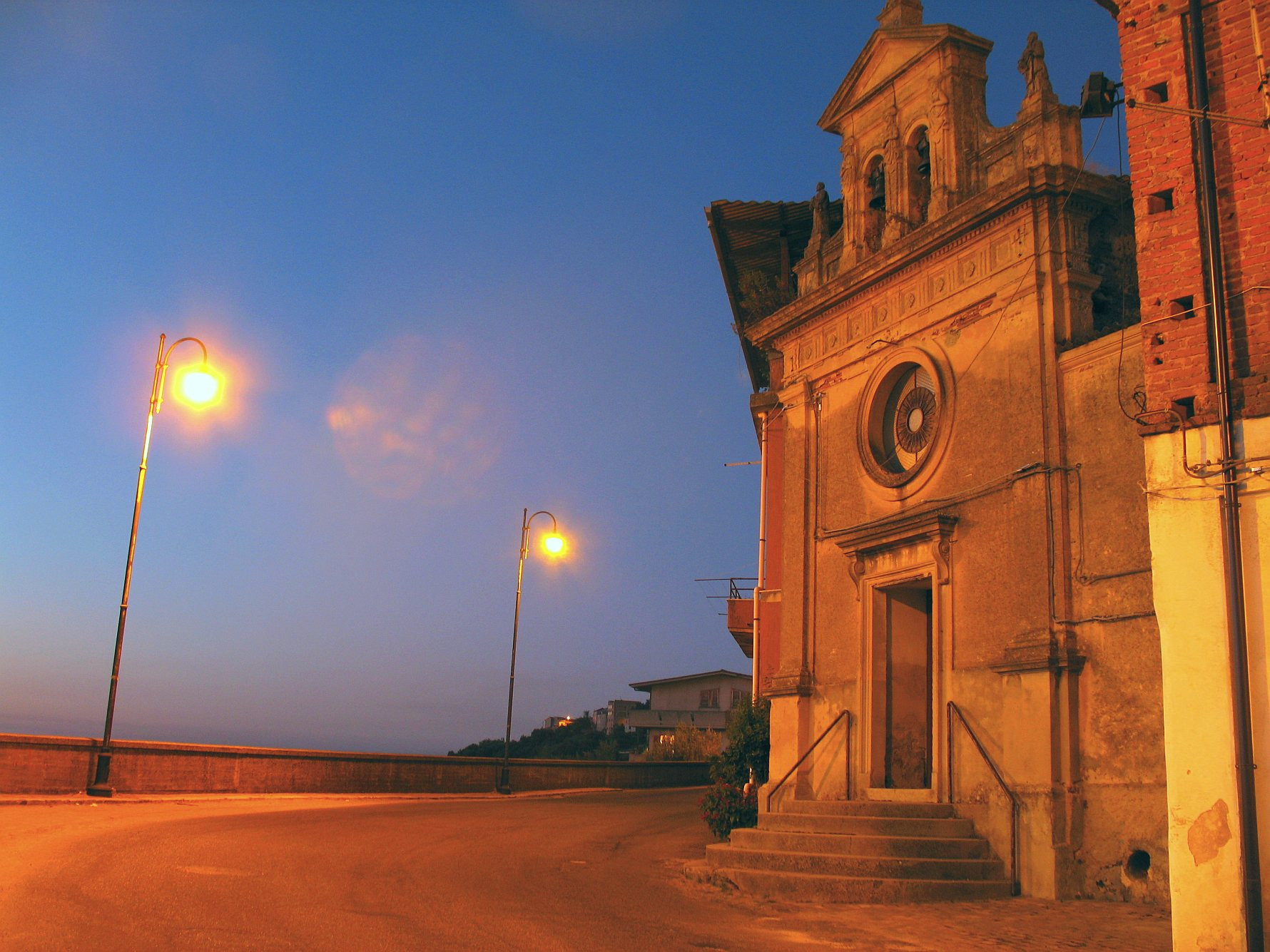
Chiesa di San Francesco di Paola
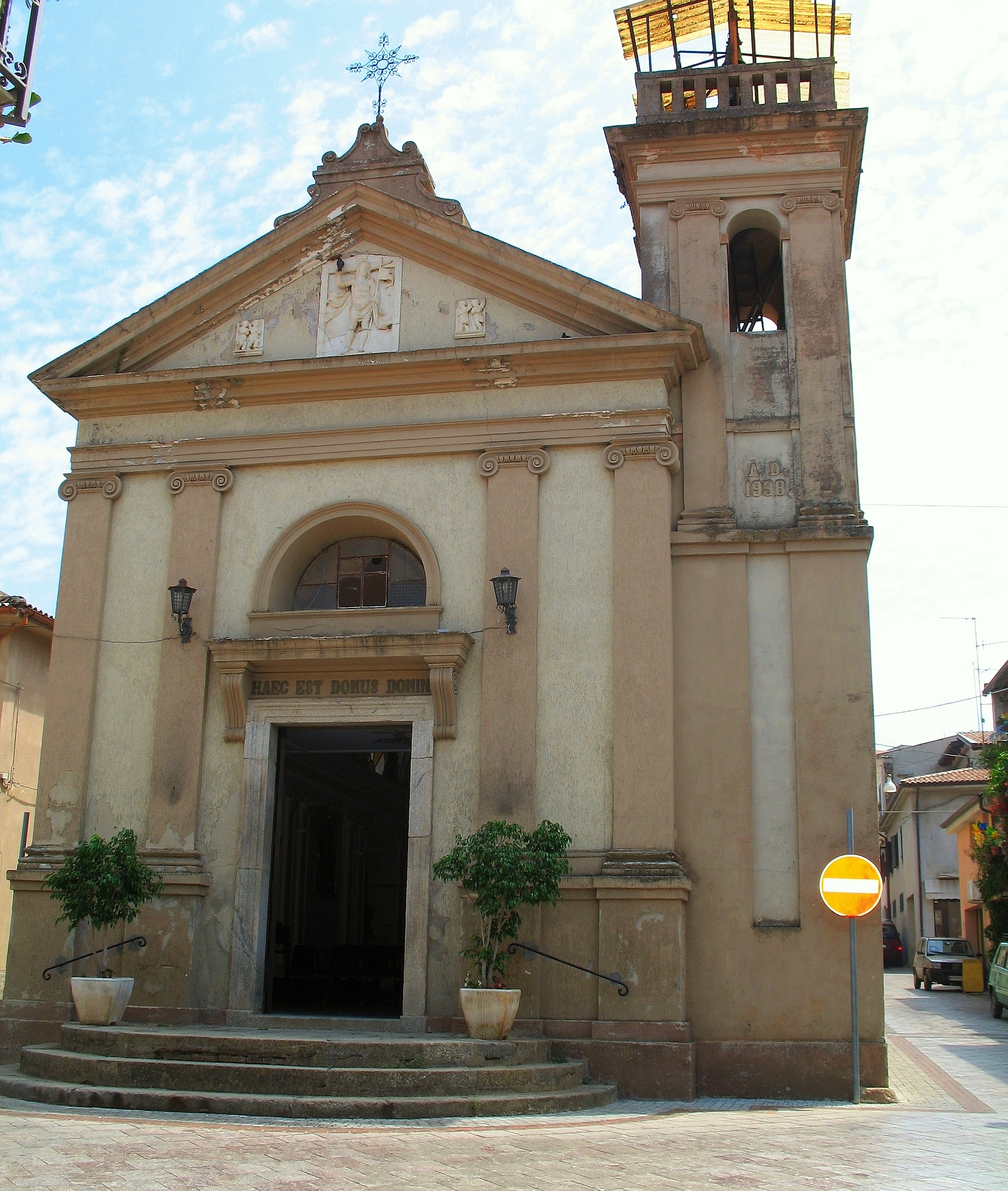
Chiesa di San Pietro